# Phytomyza ranunculi
Phytomyza ranunculi (лат.) — вид двукрылых из семейства минирующих мух.

## Описание
Длина крыла в среднем 2,6-2,8 мм. Лоб жёлтый. Имеется одна верхняя и одна нижняя орбитальные щетинки. Два первые членика усика жёлтые. Третий членик усиков чёрный. Акростихальные щетинки на среднеспинке редкие, расположены в два ряда. Отмечается сезонный диморфизм в окраске. Особи, развивающиеся из зимующих пупариев, более тёмные, среднеспинка и бока груди чёрные, а щиток лишь узкожёлтый по центру. У летней формы среднеспинка с тёмными участками ржаво-оранжевого или бледно-серого цвета, но всегда край спинки, прилегающий к щитку и бочки груди жёлтые. Может встречаться широкий спектр промежуточных цветовых форм. Эдеагус самца разделенный у основания, но затем срастающимся и в состоянии покоя образующим завиток из 3-8 спиралей.

## Биология

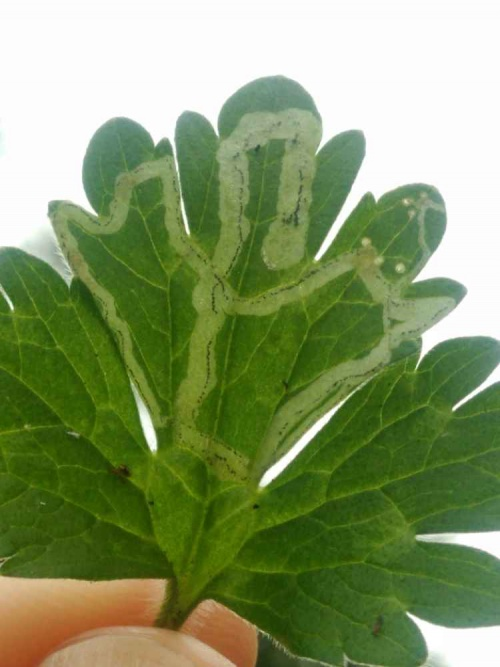
Мины Phytomyza ranunculi

Развиваются на лютике. Личинка образует белую узкую мину с экскрементами в плотно прилегающих зернах. Пупарий сероватый или коричневый. В Европе в течение года развевается два поколения. В личинках паразитируют наездники-эвлофиды.

## Распространение
Встречаются в Евразии от Европы до Японии и Северной Америке в Канаде и США (Калифорния, Колорадо)